# Акты о собственности замужних женщин
Акты о собственности замужних женщин — это законодательные акты и постановления, принятые отдельными штатами США начиная с 1839 года, обычно под таким названием, а иногда, особенно при распространении положений Закона о собственности замужних женщин, под названиями, описывающими конкретное положение, например, Закон о заработке замужних женщин. Законы о собственности замужних женщин помогли устранить некоторые трудности, с которыми сталкивались женщины в условиях coverture (рус. покровительство) — статусе в английской системы общего права, согласно которому с момента выхода замуж женщина теряла гражданскую правоспособность и попадала в полную зависимость от мужа. После того как Нью-Йорк принял свой акт о собственности замужних женщин в 1848 году, этот закон стал образцом для других штатов, предоставивших замужним женщинам право владеть собственностью.

## Предпосылки
В соответствии с правовой доктриной общего права, известной как покровительство, замужняя женщина в британских североамериканских колониях, а затем и в США, практически не имела гражданскую правоспособность отдельно от своего мужа. Ее права и обязанности были подчинены его правам и обязанностям. Она не могла владеть собственностью, заключать контракты, подавать судебные иски или получать зарплату от своего имени. Незамужняя женщина, femme sole, напротив, имела право владеть собственностью и заключать контракты от своего имени.
В течение нескольких десятилетий, начиная с 1839 года, были приняты законы, позволявшие женщинам распоряжаться недвижимым и личным имуществом, заключать контракты и подавать судебные иски, наследовать имущество независимо от мужа, работать за зарплату и составлять завещания. Первый такой закон был принят в штате Миссисипи, который в 1839 году предоставил замужним женщинам право владеть (но не распоряжаться) имуществом от своего имени. Мэн и Мэриленд сделали то же самое в 1840 году. В 1842 году Нью-Гэмпшир разрешил замужним женщинам владеть и управлять имуществом от своего имени в период недееспособности мужа, а Кентукки сделал то же самое в 1843 году. В 1844 году штат Мэн расширил имущественные права замужних женщин, предоставив им право на ведение отдельного хозяйства, а затем и на торговлю. Массачусетс также предоставил замужним женщинам право на ведение отдельного хозяйства в 1844 году.
Обычно эти изменения мотивировались заботой о целостности семьи и защите домохозяйства от экономического кризиса, а не либеральной концепцией роли женщины в обществе. Изменения происходили по частям. Уже в 1867 году в решении Верховного суда штата Иллинойс по делу Коул против Ван Рипера отмечалось, что «просто невозможно, чтобы замужняя женщина могла контролировать имущество и пользоваться им так, как если бы она была бы незамужней, практически не оставляя за ней права аннулировать брак». Согласно одному исследованию, принятие законодательства проходило в три этапа - сперва разрешало замужним женщинам владеть имуществом, затем сохранять собственные доходы, затем заниматься бизнесом - и быстрее продвигалось на Западе, точно так же, как и избирательное право для женщин.

## Обзор по штатам

### Коннектикут
Женщины северных штатов были главными сторонницами расширения имущественных прав женщин.
Закон Коннектикута 1809 года, позволяющий замужней женщине написать завещание, был важной предпосылкой, хотя его влияние на собственность и контракты было настолько незначительным, что он не считается первым законодательным актом, касающимся имущественных прав замужних женщин.

### Южные штаты
Начиная с девятнадцатого века, первые законы, отражающие некоторые изменения, за которые женщины выступали на Севере, были приняты на американском Юге (Есть некоторые свидетельства того, что в 1820-х годах в Джорджии некоторые свободные черные женщины (например, Ханна Лейон) владели рабами, так же как и в Луизиане в 1830 году некоторые свободные черные женщины (например, Софи Дельхонд) владели рабами, так что к тому времени у женщин в этих штатах, вероятно, уже были некоторые права собственности. Паника 1837 года вдохновила попытки ограничить последствия такого экономического кризиса путем защиты семейных активов. Штат Миссисипи положил начало этой тенденции в 1839 году, приняв закон о собственности замужних женщин, который разрешал замужним женщинам владеть собственностью. Любая попытка взыскать долг с мужа не могла распространяться на имущество, принадлежащее только ей. Она имела право отказаться от продажи имущества, но не могла управлять этим имуществом или продавать его без согласия мужа. Родители, подарившие имущество дочери при вступлении в брак, также пользовались защитой, которую закон предоставлял от неправильного ведения зятем дел своей семьи. В число имущества, которым женщина могла владеть и которое она могла защищать от кредиторов мужа, входили рабы.
Мэриленд принял подобный закон в 1843 году, а Арканзас - в 1846 году.

### Техас
Техас, который все еще был независимой республикой, а не штатом, принял свой закон в 1840 году. Это было самое широкое законодательство из всех, принятых на Юге, и позволяло замужней женщине заключать определенные контракты, писать завещание и подавать на развод. Она могла наложить вето не только на продажу своей собственности, но и на продажу семейного поместья, даже если она не была его владелицей. Не ссылаясь на независимость жены, которую представляли себе сторонники такого законодательства, законодатели утверждали, что закон защищает жену и детей от безответственных мужей.

### Штаты Среднего Запада
Среди штатов Среднего Запада, принявших законы, был Мичиган в 1844 году, закон которого распространялся на недвижимое и личное имущество, полученное женщиной до или во время брака. Более ограниченные законы были приняты в течение следующих двух лет в Огайо, Индиане и Айове.

### Нью-Йорк
В 1845 году Нью-Йорк предоставил замужней женщине, получившей «патент на собственное изобретение», право владеть им и сохранять все доходы от него «как незамужней». Закон о собственности замужних женщин был принят 7 апреля 1848 года как часть более общего движения, начавшегося в 1820-х годах, - отхода от традиций общего права в пользу кодификации законодательства. Эрнестина Роуз выступала за принятие такого закона с 1836 года, позже к ней присоединились Полина Райт-Дэвис и Элизабет Кейди Стэнтон. Закон существенно изменил закон о правах собственности, предоставляемых замужним женщинам, позволив им владеть и распоряжаться своим имуществом. Этот закон был использован в качестве модели несколькими другими штатами в 1850-х годах. Он предусматривал, что:
- Недвижимое и личное имущество любой женщины, которая может впоследствии выйти замуж и которым она будет владеть во время замужества, а также рента и прибыль от него не должны быть предметом распоряжения ее мужа, не должны отвечать по его долгам и должны оставаться ее единственной и отдельной собственностью, как если бы она была незамужней женщиной;
- Недвижимое и личное имущество, а также рента и прибыль от него любой женщины, состоящей в браке, не должны переходить в распоряжение ее мужа, но должны быть ее единоличной и раздельной собственностью, как если бы она была незамужней женщиной, за исключением случаев, когда они могут отвечать по долгам ее мужа, ранее заключенным;
- Любая замужняя женщина имеет право получить в дар, по дарственной или завещанию от любого лица, кроме своего мужа, и держать в своем единоличном и раздельном пользовании, как если бы она была незамужней женщиной, недвижимое и личное имущество, а также ренту, доходы и прибыль от него, и это имущество не должно быть предметом распоряжения ее мужа и не должно отвечать за его долги;
- Все контракты, заключенные между лицами, планирующими вступить в брак, остаются в силе после вступления в брак.

В июле 1848 года на съезде в Сенека-Фолсе, первом съезде по защите прав женщин, была принята «Декларация чувств», автором которой была Элизабет Кейди Стэнтон, в которой среди «оскорблений и узурпаций со стороны мужчины по отношению к женщине» перечислялись:
- Он сделал ее, когда она вышла замуж, в глазах закона граждански мертвой;
- Он отнял у нее все права на собственность, даже на ее заработную плату;
- Он так сформулировал законы о разводе, о том, каковы должны быть соответствующие причины развода в случае разлуки, кому должна быть передана опека над детьми, что они совершенно не заботятся о счастье женщины - закон во всех случаях исходит из ложного предположения о главенстве мужчины и отдает всю власть в его руки.

### Пенсильвания
Также в 1845 году Пенсильвания приняла законодательство, аналогичное нью-йоркскому. 

### Калифорния
В качестве исключения из законодательного расширения юридических прав замужних женщин, Конституция Калифорнии 1849 года, опираясь на традицию общинной собственности испанского гражданского права, а не на традицию общего права, отличила собственность жены от совместной собственности: «Вся собственность, как недвижимая, так и личная, жены, принадлежавшая ей или на которую она претендовала до брака, а также приобретенная после него в результате дарения, передачи или наследования, должна быть ее отдельной собственностью; и должны быть приняты законы, более четко определяющие права жены в отношении как ее отдельной собственности, так и той, которая находится в общем владении совместно с мужем».

### Нью-Джерси
Нью-Джерси принял ограниченный закон в 1852 году, а в 1874 году - другую версию, которую один историк назвал «всеобъемлющей и прогрессивной».

### Массачусетс
Массачусетс принял закон о собственности замужних женщин 5 мая 1855 года. Он позволял замужним женщинам владеть и продавать недвижимое и личное имущество, контролировать свои доходы, подавать в суд и составлять завещания. Другие законы, принятые в том же году, облегчали развод и повторный брак, обеспечивали защиту для разведённых женщин и устраняли пятилетний период ожидания, прежде чем жена могла подать на развод на основании дезертирства.

### Западные штаты
Первоначальные конституции штатов Канзас (1859), Орегон (1857) и Невада (1864) гарантировали право женщин на владение собственностью без учета семейного положения.

## Итоги и обратная реакция
Движение за расширение имущественных прав замужних женщин не прошло бесследно. Виргиния обсуждала и отклонила такое законодательство в 1840-х годах. В 1849 году законодательное собрание Теннесси заявило, по словам одного историка, «что замужние женщины не обладают независимой душой и поэтому им не следует разрешать владеть собственностью». Нью-Йорк расширил свое законодательство в 1860 году, приняв Закон о заработке замужних женщин. Затем он отменил часть своего законодательства в 1862 году, отменив право замужней женщины на опекунство над детьми и право вдовы на управление имуществом покойного мужа.
По состоянию на 1860 год, 14 штатов приняли тот или иной вариант этого закона. К концу Гражданской войны 29 штатов приняли тот или иной вариант закона о собственности замужних женщин.
Когда Конгресс США рассматривал закон о защите гражданских прав афроамериканцев, который стал Актом о гражданских правах 1866 года, противники этого закона обвиняли его в том, что он изменит правовой статус замужних женщин. Сенатор Эдгар Коуэн, сторонник законодательного органа, высмеял это предположение: «Что за недобровольное рабство там упоминается?...Было ли это право мужа на службу своей жены? Никто не может притвориться, что эти вещи входили в сферу действия этой поправки; никто в это не верит».
В годы после Гражданской войны Гарриет Бичер-Стоу выступала за расширение прав замужних женщин, утверждая в 1869 году, что:
Положение замужней женщины...во многих отношениях точно такое же, как положение негритянки-рабыни. Она не может заключать договоры и не имеет собственности; все, что она наследует или зарабатывает, становится в тот же момент собственностью ее мужа...Хотя он приобрел состояние благодаря ей, или хотя она заработала состояние благодаря своим талантам, он является единственным хозяином этого состояния, и она не может взять ни пенни...В английском общем праве замужняя женщина - это вообще ничто. Она прекращает свое юридическое существование.
Меняющиеся акты и различия между штатами осложняли положение женщин-авторов. Право замужней женщины заключить контракт с издателем и контролировать доходы от своих произведений зависело от штата или штатов, где она и ее муж жили в то время. По состоянию на 1887 год треть штатов не предоставляла замужней женщине законодательной защиты для контроля над своими доходами. Три штата не предоставляли замужним женщинам никакого правового статуса до конца девятнадцатого века: Даже там, где законы, казалось бы, устанавливали определенную степень прав замужней женщины, суды толковали законы в ущерб ее интересам и полагались на общее право в тех случаях, когда закон был не совсем ясен.

### Межсупружеская деликтная ответственность
Законы об имуществе замужних женщин давали женщинам право подавать иски от своего имени, но суды неохотно распространяли это право на брачные отношения. В период с 1860 по 1913 год суды узко толковали законы об имуществе супругов, не позволяя им подавать иски друг на друга за деликтные действия. В течение короткого времени с 1914 по 1920 год суды начали смягчать толкование и разрешать иски за такие деликты, как нападение и умышленное заражение венерической болезнью. Однако в последующие два десятилетия наметился регресс в этой тенденции, и подавляющее большинство судов решили не признавать иски на ни умышленные, ни халатные деликты между супругами. Некоторые ученые утверждают, что патриархальные ограничения стали причиной такой реакции судов, но другие утверждают, что большее влияние на суды оказал рост числа исков, возникающих в результате халатных автомобильных аварий. Страх перед сговором и страховым мошенничеством, который также привел к появлению гостевых статутов, скорее всего, является причиной запрета судами межсупружеских исков, нежели патриархат.